# Deutzer Platte
Die Deutzer Platte ist eine Untiefe im Rhein bei Köln. Sie erstreckt sich auf einer Länge von etwa 700 Metern zwischen Severinsbrücke und Deutzer Brücke in Höhe des Rheinkilometers 687.

## Problematische Lage
Bedingt durch zwei gegenüberliegende Hafenein- und Ausfahrten (zum Deutzer Hafen und Rheinauhafen) kommt es hier zu einer Aufweitung des Rheins auf bis zu 380 Meter Breite. Zusätzlich kommt es durch den hier ein- und ausfahrenden Schiffsverkehr aus den beiden Häfen zu Verwirbelungen und Bewegungen am Flussboden. Ablagerungen von Sand und Kies werden somit durch die breitenbedingte Strömungsberuhigung einerseits und aufgrund der Verwirbelungen des ein- und ausfädelnden Schiffsverkehrs andererseits begünstigt.

## Fahrrinne und Tiefgang
Das Wasser- und Schifffahrtsamt garantiert in einer 150 Meter breiten Fahrrinne grundsätzlich einen Tiefgang von 2,50 Meter. Abweichungen hiervon werden über das Wasserstraßeninformationssystem ELWIS bekannt gegeben.

## Havarien
2013:
Bei anhaltendem Niedrigwasser liefen am 18. und 19. August 2013 mehrere Schiffe auf der Deutzer Platte auf Grund.
2014:
Am Mittwoch, den 25. Juni lief ein Schubverband, bestehend aus einem Leichter und dem bereits 2013 an gleicher Stelle havarierten Schiff "Maranta", auf Grund.
2018:
Am Montag, den 20. August 2018 lief das Kreuzfahrtschiff "Douce France" während einer Flusskreuzfahrt unweit der Deutzer Platte bei einem Anlegemanöver auf Grund. 125 Passagiere mussten gerettet werden.